# Любе Спасов
Любе Спасов е бивш български и международен (на ФИФА) футболен съдия, футболен функционер.
Има брат-близнак, също бивш футболен съдия - Любен Ангелов.

## Биография
Роден е в София на 1 декември 1949 г. Заедно със със своя брат тренират футбол във ДЮШ на ФК Септември (София), в столичният квартал "Красна поляна", където живеят. По-късно като футболист в мъжкия футбол играе в отборите на Родопа (Смолян) и ФК Сливен, когато отборите играят в Б група.
Завършил е ВИФ „Георги Димитров“ по специалност „Футбол“.
Съдия по футбол в България от 1976 г. до 1995 г. Свирил е над 1500 мача от различен ранг. В елитната група ръководи срещи от 14 сезона от 1982 г.
Съдийства мачове от първенството на Катар (ОАЕ) сезон 1992 – 1993 г.
Международен съдия на ФИФА в периода 1990 – 1995 г. Ръководил е 55 международни мача, европейски квалификации, световни квалификации, олимпийски игри, квалификации за турнирите за Купата на Шампионската лига, Купата на национални купите и Купата на УЕФА.
Свири на 3 европейски първенства (младежи) – в Унгария (1990), Дания (1991), Италия (1992) и на европейско първенство за жени.
Ръководи и полуфинал на турнира за Купата на националните купи през 1992 г. между отборите на „Брюж“ (Белгия) и „Вердер“ (Бремен, Германия). Ръководил е срещи на летните олимпийски игри в Барселона през 1992 г.
Топ рефер на България през 1990 – 1995 г. Топ рефер на УЕФА в периода 1992 – 1995 г. Делегат на УЕФА от 1995 до 1997 г.
Изключително добър съдия, известен с добрия поглед върху играта и авантажите. Ръководил съвместно със своя брат Любен Ангелов, Шандор Пул (Унгария), Ал Шариф (Сирия), Адриан Поронбойо (Румъния) и др.
Член на Изпълнителния комитет на БФС в периода 1995 – 1997 г. Генерален секретар на Професионалната Футбола лига в продължение на 20 години от 1993 до 2013 г.
Носител на златната значка на FIFA.
Носител на златната значка на Българския футболен съюз.